# North American OV-10 Bronco
North American OV-10 Bronco är ett litet lätt attackflygplan för närunderstöd helikoptereskort, artilleriobservation, spaning, måldragning med mera.
Projekteringen av Bronco inleddes på önskemål av USA:s marinkår som behövde ett litet spaningsflygplan som även kunde användas till understöd av marktrupp. Flygplanet har en kort flygkropp som i bakkanten bär upp vingen, på vardera vinge monterades en stjärtbom som även fungerar som motorfundament, stjärtbommen avslutas med en lång stabilisator som förbinder de båda bommarna. Sju prototyper byggdes och den första provflygningen skedde 16 juli 1965.
De första Bronco-operatörerna blev USA:s marinkår och USA:s flygvapen vilka använde flygplanet i Vietnam första gången 1968. Bronco blev väldigt fort ett populärt multifunktionsflygplan eftersom sikten vid spaning är mycket god samt lastförmågan i den bakre delen av flygkroppen, som rymmer 2,1 kubikmeter nyttolast. Under Vietnamkriget flögs 123 000 stridsuppdrag över Sydvietnam, Laos och Kambodja varvid 46 flygplan sköts ned och 26 besättningsmedlemmar dödades.
Mångsidigheten gjorde att ett flertal varianter utvecklades. Mest spektakulär är OV-10D NOS (Night Observation Surveillance) som utrustades med elektronik för övervakning, spaning och laserriktmedel för att leda smarta bomber. 
17 stycken Bronco modifierades 1979-1980  förutom avseende elektroniken med en 20 mm kanon och kallades därefter YOV-10D NOGS (Night Observation/Gunship System). 
Under Operation ökenstorm deltog USA:s marinkår med 2 stycken OV-10D NOS som svarade för mörkerspaningen. 1994 avmönstrades flygplanet från aktiv tjänst, men används fortfarande som brandspaningsflygplan.
Luftwaffe köpte 16 stycken Bronco som modifierades till målbogseringsflygplan för luftvärnsmål. Övriga som hade OV-10 Bronco var Indonesien, Thailand, Venezuela, Marocko och Filippinerna.
Allt som allt tillverkades cirka 350 flygplan.